# Svend Otto S.
Svend Otto S. (* 2. Juni 1916 in Kopenhagen, Dänemark; † 25. Mai 1996) war ein dänischer Illustrator und Autor. Svend Otto S. ist der Künstlername für Svend Otto Sørensen. Weltweite Bekanntheit erlangte er durch seine Illustrationen der Märchenbücher von Hans Christian Andersen.

## Leben und Karriere
Svend Otto S. wuchs in Kopenhagen auf. Seine Familie war eine Arbeiterfamilie und stellte keine finanziellen Mittel für seine Ausbildung als Künstler zur Verfügung. Ein Lehrer entdeckte sein Zeichentalent und verschaffte ihm ein Praktikum bei Gutenberghus, einer führenden Mediengruppe in Skandinavien. Bereits im Alter von 17 Jahren veröffentlichte Svend Otto S. sein erstes Buch mit dem Titel Den tabte perle. Svend Otto S. studierte zunächst an der Kunsthandwerkschule. Von 1936 bis 1937 besuchte er die Bizzie Højers Zeichenschule und danach die Saint Martins School of Art in London.  Zunächst illustrierte er nur die Cover für Erwachsenenbücher. Im Alter von vierzig Jahren begann er vermehrt Kinderbücher zu illustrieren. Für seine Illustration von Märchenbüchern erhielt er später den Hans Christian Andersen Preis. Die Natur steht in Svend Otto S.s Illustrationen oft im Vordergrund. Er ist bekannt dafür, dass er für seine Landschaftsdarstellungen sehr sorgfältig recherchiert. In seinen Texten und Bildern zeigte Svend Otto S. immer wieder seine Empathie für die weniger Begüterten der Gesellschaft. Er arbeitete zumeist mit Aquarellfarbe.

## Werke (Auswahl)

### Als Illustrator
- Weihnachten – wie es früher einmal war (Sikken voldsom trængsel og alarm, Autor: Peter Faber)
- Klingt meine Linde (Spelar min lind, sjunger min näktergal, Autorin: Astrid Lindgren)
- Die kleine Meerjungfrau und andere Märchen (Børnenes H.C. Andersen – Flere Eventyr, Autor: Hans Christian Andersen)
- Das Feuerzeug (Fyrtøjet,  Autor: Hans Christian Andersen)
- Die wilden Schwäne (De vilde svaner, Autor: Hans Christian Andersen)
- Die schönsten Märchen der Brüder Grimm (Drengenes store eventyrbog, Autor: Hans Christian Andersen)
- Die Bremer Stadtmusikanten (Stadsmusikanterne fra Bremen, Autoren: Brüder Grimm)
- Der Tannenbaum (Grantræet, Autor: Hans Christian Andersen)
- Der Storch und der Fuchs. Zwanzig Fabeln nach Aesop (Storken og ræven. 20 dyrefabler af Æsop. fortalt af Søren Christensen, Autor: Äsop)
- Als die Sonne verkauft werden sollte (Da solen skulle sælges, Autor: Bjarne Reuter)
- Andersen Märchen (Børnenes H. C. Andersen, Autor: Hans Christian Andersen)
- Schneewittchen (Snehvide, Autoren: Brüder Grimm)
- Hänsel und Gretel (Hans og Grete, Autoren: Brüder Grimm)
- Wichtel-Schabernack (Mig og bedstefar – og så Nisse Pok, Autor: Ole Lund Kirkegaard)
- Der kleine Spatz (Peter Pjusk falder ud af reden, Autor: Robert Fisker)
- Wir sind umgezogen (Vi er flyttet, Autor: Hans Hansen)
- Das Land auf der andern Seite (Landet på den anden side, Autor: Lars-Henrik Olsen)

### Als Autor und Illustrator
- Ein Tag im Land der Trolle (Tim og Trine)
- Halldorfs großer Tag (Helgis store dag)
- Der Drache und die kleinen Seetrolle (Dragen og de små Søtrolde)
- Der Kamelreiter (Kamelrytteren)
- Jasper der Taxihund (Taxa-hunden Jesper)
- Ein Schlittenhund für Mads. Ein Bilderbuch aus Grönland. (Mads og Milalik)
- Als die Sturmflut kam (Stormfloden)
- Der Riesenheilbutt: ein Bilderbuch von den Färöern (Kæmpefisken)
- Klein in der Grossen Welt (Lille i den store verden)
- Die Kinder vom Jangtsekiang (Børnene ved Yangtze Kiang)
- Die Lawine kommt (Lavinen kommer)